# Ritme harmònic
El ritme harmònic és, en música, el ritme amb el qual es succeeixen els diferents acords en una determinada composició, amb el benentès que aquest concepte s'aplica exclusivament a la música tonal.
De manera semblant i complementària al ritme pròpiament dit, el ritme harmònic és un indicador de l'activitat -harmònica i acordal, en aquest cas concret- d'una composició o d'un determinat passatge d'aquesta. Un ritme harmònic consistent en uns valors més llargs o més curts, és a dir, un grau d'activitat que faci que es romangui més o menys temps sobre un mateix acord, transmet a la composició un sentit d'activitat que es complementa amb el que li donen el ritme i el tempo pròpiament dits. Així, per exemple, un ritme harmònic que s'acceleri pot conferir al conjunt del passatge un sentiment de veritable acceleració malgrat que ni el ritme ni el tempo sofreixin una variació substancial.

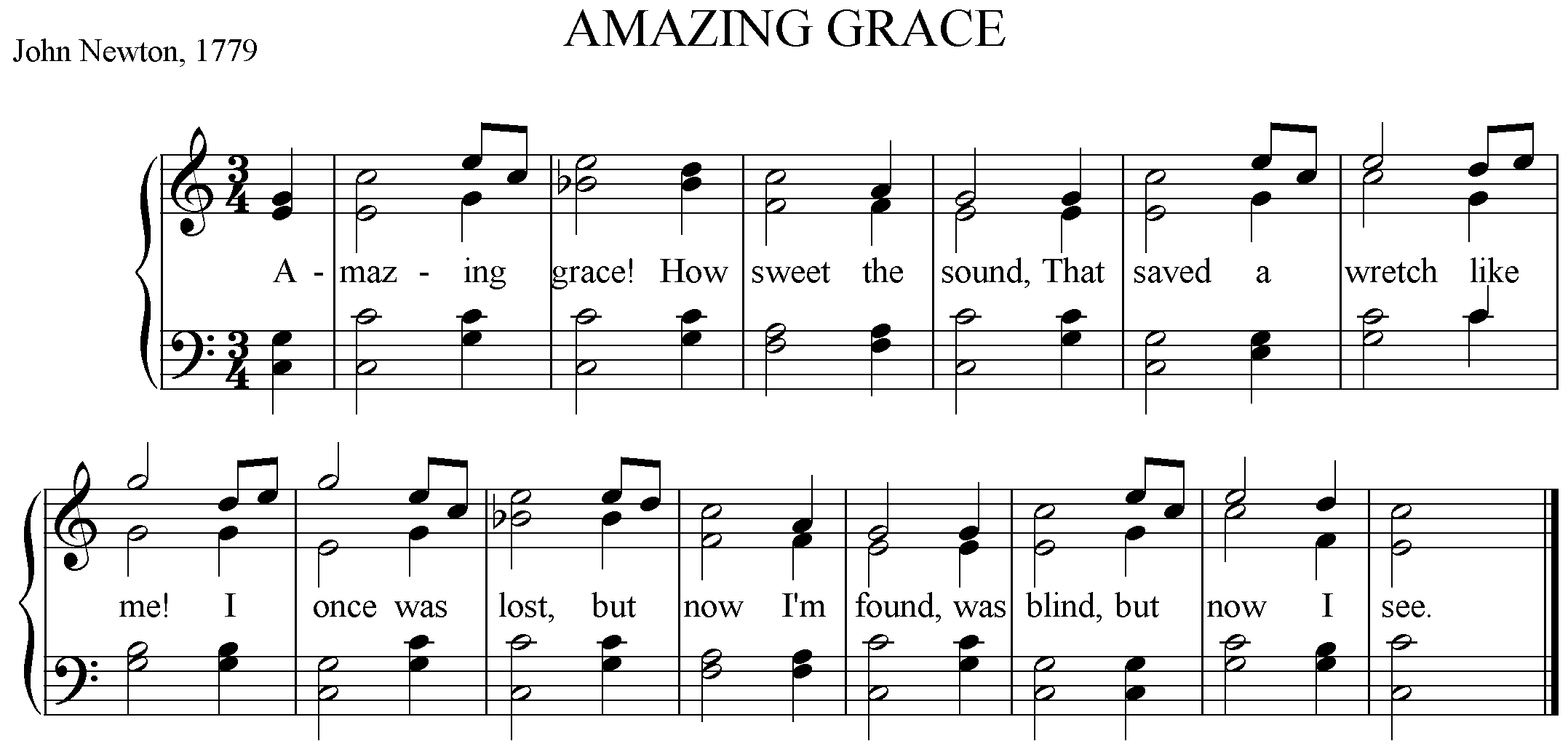
Composició amb un ritme harmònic d'un acord per compàs, aproximadament, excepte a la cadència en què s'accelera

Són elements habituals del ritme harmònic que aquest s'acceleri en apropar-se als processos cadencials, i que tempo i ritme harmònics sovint siguin inversament proporcionals: que als moviments lents els corresponguin ritmes harmònics ràpids i, a la inversa, que als moviments ràpids sigui fàcil trobar-hi ritmes harmònics lents. Possiblement, en part, si més no, això es deu al fet que un ritme harmònic ràpid dificulta l'assimilació de la música per part de l'oient. En aquest sentit és interessant recordar que l'Escola de Mannheim va aportar al nou estil musical del Classicisme un ritme harmònic més lent que el que havia estat de moda en el Barroc, cosa que -juntament amb altres elements com l'homofonia, etc.- va contribuir a construir un estil més assequible.
En canvi, sí que és habitual que els accents mètrics es corresponguin amb els accents harmònics, és a dir, amb els acords que tenen més pes tonal. Per això, irregularitats mètriques ben tipificades, com ho pugui ser l'hemiòlia comporten sovint sengles desplaçaments en el ritme harmònic, com es pot veure, per exemple, al final de la primera frase del tercer moviment de la Serenata Nocturna K. 525 de Wolfgang Amadeus Mozart.